# 纳斯特

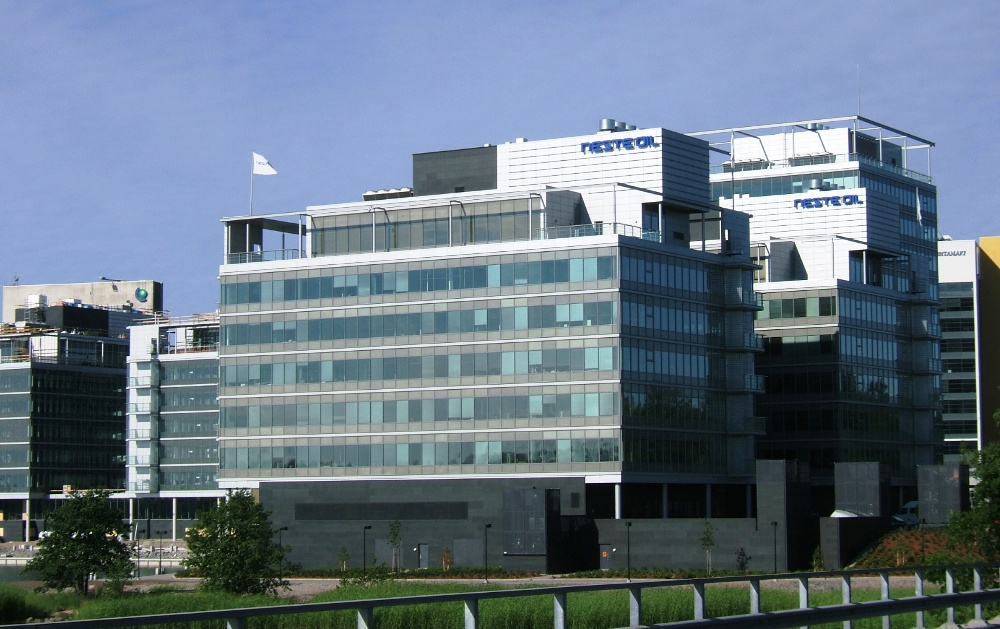
位于芬兰埃斯波的纳斯特总部大楼

纳斯特（芬蘭語：Neste Oyj）是一家总部设在芬兰埃斯波的炼油和石油营销公司。该公司生产、精炼和营销石油产品及提供工程服务，并给其他公司授权生产技术。纳斯特在14个国家中有业务，雇员多达5000名。该公司是世界上最大的可再生柴油生产商。
纳斯特在芬兰波尔沃和楠塔利有石油炼油厂，以及在新加坡及荷兰鹿特丹有两家可再生柴油炼油厂。波尔沃炼油厂也生产可再生柴油。纳斯特在新加坡的生产设施是世界上最大的可再生柴油炼油厂，每年产量可高达一百一十万公吨。一条正在计划中的新生产线预计到2022年时可再增加一百万吨。除了自己本身拥有的炼油厂外，纳斯特也拥有一家位于巴林的原油厂的股份，及生产环烷烃和沥青的瑞典Nynas公司的股份。
纳斯特的股票在赫尔辛基股票交易所上市。2017年时芬兰政府拥有50.1%的股份，为该公司最大的股东。纳斯特在2018年全球100家可持续性发展公司排行榜上名列第二。